# 早稲田セミナー
早稲田セミナー（わせだセミナー）は資格試験予備校。通称は「Wセミナー」で、TAC（タック）が経営。
名前の「早稲田」とは、創設者の出身である早稲田大学からきているが、予備校としては同大学との直接の関係はない。また、東京都新宿区早稲田の地名とも一切関係がない。

## 概要
資格取得のための予備校として、早稲田大学出身の成川豊彦が東京・高田馬場で開校。法律系・会計系・不動産系・公務員試験など幅広く講座を開講し、東京都内を中心に、首都圏や全国各地に展開する。
2004年まではパンフレットやインターネット等に『合格実績No.1』を標榜していたが、その後『驚異の合格実績』に変え、さらに現在は『驚異の合格実績』という表現も廃止している。
2006年、国家・地方公務員の試験について、パンフレットで合格者数や占有率の表示に「試験直前対策」などの短期講座の受講者を数に含めて水増しして宣伝したのは景品表示法違反（優良誤認）にあたる恐れがあるとして、公正取引委員会から警告を受けた。
2007年7月、株式会社早稲田セミナーから大日本印刷（DNP）に事業譲渡され、2009年9月には、大日本印刷からTACへの事業譲渡された。これに伴い、開講する講座のほとんどを、TACの従来開講する講座と競合することのない法律系試験対策に限定（司法試験、法科大学院入試、司法書士、弁理士、公務員試験（国家Ⅰ種・外務専門職）、マスコミ入社試験対策講座）して事業を継続する。ただし、早稲田経営出版からは現在のところ、かつて早稲田セミナーが開講していた（現在はTACが開講している）時代の資格に関する参考書については、成川豊彦著のものは年度改訂されず、在庫のあるもののみ継続販売していた。
その後、2012年から弁理士講座をTAC開講講座（弁理士関連書籍もTAC出版より刊行）とし、2017年にマスコミ入社試験対策講座を終了し、以後、マスコミ関連書籍をTAC出版から刊行している。2023年7月に司法試験対策講座を終了し、司法試験関連書籍の販売のみとなっている。

## 会社沿革

### 株式会社早稲田セミナー
成川豊彦が1974年に創業した。2003年初頭に早稲田セミナーが公表した会社概要によれば、設立は1974年11月26日、資本金はグループ企業合計で1億円、社員数320名、年商約120億円（グループ企業計）であった。

### DNP子会社への事業譲渡
2007年5月26日、「事業譲渡のお知らせ」と題する文書が配布され、同年5月23日付で大日本印刷（DNP）との間で事業譲渡契約を締結し、同年7月2日を目途に大日本印刷が100%子会社を設立し、既存の各種資格取得サービス事業は同子会社によって運営が継続されると発表された。併せて同年7月31日付で池袋校を閉鎖して、高田馬場校に統合することも発表された。
この事業譲渡契約を受けて、2007年5月30日に大日本印刷の100%出資子会社「株式会社Wセミナー」が設立された。その後、「株式会社Wセミナー」は、2007年7月2日に「株式会社早稲田セミナー」の教育事業と「株式会社早稲田経営出版」（初代）の出版事業を譲受け、同時に社名（商号）を「株式会社早稲田経営出版」（2代目）に変更した。
株式会社早稲田セミナーの関連企業のうち、以下の企業については、現在の早稲田セミナーとは関係がなくなり、成川前学院長の関連企業として存続している／いた。
- 株式会社ゆたか出版（「株式会社早稲田経営出版」（初代）） - 「株式会社ライフリー」のグループ企業で、早稲田セミナーの受験教材・定期刊行物を出版していた「株式会社早稲田経営出版」（初代）は、事実上、「株式会社早稲田経営出版」（2代目）に吸収された形である。しかし、法人としては「株式会社ゆたか出版」と商号変更し、存続している。
- 株式会社ライフリー（（旧）「株式会社早稲田セミナー」） - 自然食事業（ライフリー）の部分は事業譲渡に含まれておらず、「株式会社ライフリー」の事業として存続していた（2009年4月20日時点の状況では、高田馬場にあった店舗は閉店、ウェブサイトは閉鎖している）。「株式会社早稲田経営出版」（2代目）との経営上の関係はない。
- 株式会社早稲田行動科学研究所 - （旧）「株式会社早稲田セミナー」のグループ企業で株式会社早稲田行動科学研究所というシンクタンクの会社もあったが、こちらも事業譲渡に含まれてはいない。

### TACへの事業譲渡
大日本印刷（DNP）系の子会社として再出発したが、経常赤字が続き、2009年3月期で23億2200万円の債務超過となっていた。そこで、同じ資格試験予備校ではあるが会計系の資格に強く、法律系の資格が中心のWセミナーとは事業の重複が少ない「TAC株式会社」への事業譲渡が行なわれることとなった。
2009年7月16日、TAC、大日本印刷、早稲田経営出版の3社間で、資格取得支援事業及び出版事業の事業譲渡契約が締結された（同時に、DNPとTACはe-ラーニング事業において業務提携している）。
これを受けて、2009年9月1日に株式会社早稲田経営出版（2代目）が、TAC株式会社に対して資格試験教育事業と出版事業を事業譲渡。同時に、TACが出版事業について会社分割（簡易吸収分割）を行い、7月30日にあらかじめ設立していた子会社の株式会社早稲田経営出版設立準備会社に承継させる。同社は承継と同時に商号変更を行い、「株式会社早稲田経営出版」（3代目）となっている。

## 講師
- 郷原豊茂 -公務員講座
- 山本武秀 -公務員講座
- 竹内義博 - 司法書士試験講座
- 中山慶一 - 司法書士試験講座
- 西垣哲也 - 司法書士試験講座
- 姫野寛之 - 司法書士試験講座
- 山本浩司 - 司法書士試験講座
- 石川秀樹 - 不動産鑑定士試験講座（経済学）[7]
- 竹迫守夫 - 不動産鑑定士試験講座（鑑定理論）

### 元講師
- 渡邉仁 - 司法試験・法科大学院入試講座
- 羽広政男 - 司法試験・法科大学院入試講座
- 新保義隆 - 司法試験・法科大学院入試講座
- 堤博之 - 司法試験・法科大学院入試講座
- 小林公夫 - 法科大学院入試講座・マスコミ講座
- 浅羽通明 - 法科大学院入試講座・公務員試験講座
- 熊谷信太郎 - 司法試験・法科大学院入試講座
- 千葉博 - 司法試験・法科大学院入試講座
- 福田大助 - 司法試験・法科大学院入試講座
- 山本哲也 - 司法試験・法科大学院入試対策・参考書編集
- 臼杵裕美 - 司法書士試験講座
- 竹下貴浩 - 司法書士試験講座。現在は早稲田経営出版の書籍を執筆
- 海老名幸夫 - 司法書士試験講座
- 西川浩之 - 司法書士試験講座
- 桧山泰浩 - 司法書士試験講座 元プロ野球選手（85年近鉄D1位）
- 塚本樹果 - マスコミ講座
- 春日美奈子 - マスコミ講座
- 柄沢晃弘 - マスコミ講座
- 野村二郎 (ジャーナリスト) - マスコミ講座
- 冨板敦 - マスコミ講座。現在はTAC出版の書籍を執筆

## 注・出典
1. 1 2  株式会社早稲田経営出版 第12期決算公告
2. ↑  新会社設立のお知らせ Wセミナー
3. ↑  大日本印刷　早稲田セミナーの資格・就職試験予備校事業の買収について 大日本印刷・2007年7月2日・ニュースリリース
4. ↑  成川豊彦net（会社概要を参照）
5. ↑  事業の譲受け及び子会社設立に関するお知らせ(PDF) TAC株式会社・IRニュース2009年7月16日
6. ↑  会社分割（簡易）に関する吸収分割契約締結のお知らせ TAC株式会社・IRニュース2009年7月30日
7. ↑  不動産鑑定士講座は現在はTACで開講しているが、早稲田セミナーのホームページに掲載されている。